# Pleiotaxis angolensis
Pleiotaxis angolensis là một loài thực vật có hoa trong họ Cúc. Loài này được Rodr.Oubiña & S.Ortiz miêu tả khoa học đầu tiên năm 1997.